# Chanoch Nissany
Chanoch Nissany (Hebreeuws: חנוך ניסני) (Tel Aviv, 29 juli 1963) is een Israëlisch autocoureur. Zijn zoon Roy Nissany is ook coureur.

## Biografie
Nissany is een succesvolle zakenman die racen als hobby heeft. Hij is de eerste Formule 1-coureur van Israël en de eerste Joodse Formule 1-coureur sinds Tomas Scheckter in 2000 voor Jaguar heeft getest. Nissany woont tegenwoordig in de Hongaarse hoofdstad Boedapest.
In 2004 reed Nissany drie races in de Formule 3000, maar behaalde hierin geen punten. In datzelfde jaar heeft Nissany ook nog een paar kilometers getest voor Jordan, tijdens de Grand Prix van Groot-Brittannië op het ciruit van Silverstone. Dat Nissany geen racetalent was, bleek uit de tijden die de Israëlier woensdagnamiddag liet neerzetten:
- Kimi Raikkonen, McLaren (Michelin), 1:18.105
- David Coulthard, McLaren (Michelin), 1:18.895
- Giorgio Pantano, Jordan (Bridgestone), 1:22.075
- Chanoch Nissany, Jordan (Bridgestone), 1:36.606

In 2005 was Nissany derde coureur, hij reed in de vrije training op vrijdag tijdens de Grand Prix van Hongarije in een Minardi . Dit werd gedaan vanwege zijn populariteit in Hongarije. Zijn rol van derde coureur bij Minardi heeft dan ook maar een paar rondjes geduurd. Na een paar rondjes op de Hungaroring belandde Nissany al meteen in de grindbak.
Nissany is dan ook de eerste Formule 1-coureur, tot nu toe, die de legendarische woorden zei: "Guys, I'm coming in, I'm having too much grip!"